# 箱庭公司創造記
《箱庭公司創造記》是由日本一軟體製作與發行的策略角色扮演遊戲，2017年7月13日在PlayStation 4平台發售。2017年11月推出繁體中文版。
遊戲設定在一個充滿無數空中島嶼的世界，玩家扮演一家「公司」的老闆，飛往各個島嶼進行探索、破壞、或是建造，並接受各地的委託賺取資本來擴大公司規模。遊戲融合了棋盤式回合制的戰鬥、據點經營、角色培育、自由破壞與建造地形等多種要素。

## 外部連結
- 官方网站（日語）
- 官方网站（繁體中文）